# South Tipperary
South Tipperary was een van de twee bestuurlijke graafschappen binnen het graafschap Tipperary in Ierland. Het gebied telde in 2006 83.052 inwoners. Hoofdstad was Clonmel.